# Kut Bak (huyện)
Kut Bak (tiếng Thái: กุดบาก) là một huyện (amphoe) của tỉnh Sakon Nakhon, Thái Lan.

## Địa lý
Các huyện giáp ranh (từ phía bắc theo chiều kim đồng hồ) là: Nikhom Nam Un, Phanna Nikhom, Mueang Sakon Nakhon và Phu Phan của tỉnh Sakon Nakhon, Kham Muang của tỉnh Kalasin và Wang Sam Mo của tỉnh Udon Thani.

## Lịch sử
Tiểu huyện (king amphoe) đã được lập ngày ngày 1 tháng 2 năm 1964, khi ba tambon Kut Bak, Khok Phu and Na Mong được tách ra từ Mueang Sakon Nakhon. Đơn vị này đã được nâng cấp thành huyện ngày ngày 14 tháng 11 năm 1967.

## Hành chính
Huyện này được chia thành 3 phó huyện (tambon), các đơn vị này lại được chia ra thành 38 làng (muban). Kut Bak là một thị trấn (thesaban tambon) nằm trên một phần của tambon Kut Bak. Có 3 Tổ chức hành chính tambon.
| STT. | Tên     | Tên Thái | Số làng | Dân số |  |
| ---- | ------- | -------- | ------- | ------ |  |
| 1.   | Kut Bak | กุดบาก    | 10      | 10.687 |  |
| 3.   | Na Mong | นาม่อง    | 17      | 11.918 |  |
| 5.   | Kut Hai | กุดไห     | 11      | 9.228  |  |

Các con số không có trong bảng này là tambon nay tạo thành huyện Phu Phan.